# Corophium oaklandense
Corophium oaklandense är en kräftdjursart som beskrevs av Robert Alan Shoemaker 1949. Corophium oaklandense ingår i släktet Corophium och familjen Corophiidae. Inga underarter finns listade i Catalogue of Life.